# Mirabeau (Alpy Górnej Prowansji)
Mirabeau – miejscowość i gmina we Francji, w regionie Prowansja-Alpy-Lazurowe Wybrzeże, w departamencie Alpy Górnej Prowansji.

## Demografia
Według danych na rok 1990 gminę zamieszkiwały 323 osoby, a gęstość zaludnienia wynosiła 18 osób/km². W styczniu 2015 r. Mirabeau zamieszkiwały 503 osoby, przy gęstości zaludnienia wynoszącej 28 osób/km².